# SixTONES
SixTONES是由傑尼斯事務所的高地優吾、京本大我、田中樹、松村北斗、傑西、森本慎太郎所組成的團體，於2015年5月1日結成，2020年1月22日正式發行單曲出道。出道曲Imitation Rain是由X JAPAN的隊長Yoshiki製作。

## 團名
ix小寫不發音，唸作STONES。代表六名成員都有各自屬於自己的音色。有別於一般傑尼斯藝人多為自己投履歷參加甄選，成員當中有一半是被社長發掘而加入傑尼斯。六名成員皆加入傑尼斯長達10年以上，最小的在9歲就被發掘入社。
SixTONES的粉絲/相關工作人員 皆稱為team SixTONES

## 成員
| 成員名     | 平/片假名           | 羅馬拼音          | 生日          | 血型 | 身高 | 出身     | 代表色 | 备注                                                             |
| ---------- | ------------------- | ----------------- | ------------- | ---- | ---- | -------- | ------ | ---------------------------------------------------------------- |
| 高地優吾   | こうち ゆうご       | Kochi Yugo        | 1994年3月8日  | A    | 175  | 神奈川縣 | 黃     | 2020年度（名譽）隊長、2022年度隊長                               |
| 京本大我   | きょうもと たいが   | Kyomoto Taiga     | 1994年12月3日 | B    | 174  | 東京都   | 粉     | 演員京本政樹的兒子                                               |
| 田中樹     | たなか じゅり       | Tanaka Juri       | 1995年6月15日 | B    | 175  | 千葉縣   | 藍     | KAT-TUN前成員田中聖的弟弟                                        |
| 松村北斗   | まつむら ほくと     | Matsumura Hokuto  | 1995年6月18日 | B    | 177  | 靜岡縣   | 黑     | 2021年度隊長                                                     |
| 傑西       | ジェシー            | Jesse             | 1996年6月11日 | O    | 184  | 東京都   | 紅     | 2024年度隊長，美日混血兒，與Hey! Say! JUMP成員伊野尾慧有遠親關係 |
| 森本慎太郎 | もりもと しんたろう | Morimoto Shintaro | 1997年7月15日 | A    | 175  | 神奈川縣 | 綠     | 2023年度队长、2025年度隊長、Hey! Say! JUMP前成員森本龍太郎的弟弟 |

## 經歷
2012年4月日本電視台深夜劇私立馬鹿蘭高校開播後，傑西、松村北斗、森本慎太郎、京本大我、田中樹及高地優吾便經常以六人姿態上少年俱樂部、傑尼斯其他公演及接受各種雜誌訪問，因為當時沒有組合名字而被通稱為「馬鹿蘭組」（バカレア組）。
由於他們的表演風格跟KAT-TUN初出道時的「惡羅惡羅系」（オラオラ系）很接近，因此抓住了不少支持者的心。在《週刊女性PRIME》2015年4月的非正式調查「喜歡的Johnny Jr.」裡，松村北斗、京本大我及傑西分別排名第三、第五及第七。
但是隨著傑西及松村北斗的個人活動增加，「馬鹿蘭組」的曝光量開始減少，甚至出現解散危機。
在2014年5月舉行的「ガムシャラ J’s Party!! Vol.4」上，「馬鹿蘭組」久違地重新集結，京本大我及松村北斗在雜誌訪問中也分別作出了「以這個公演為契機，放下對『馬鹿蘭組』的依戀」及「明明是站在同一個舞台上，但總是覺得有點格格不入…」的發言。
直到2015年5月1日，雖然京本大我因為要排練舞台劇「伊麗莎白」而不參與表演，但也特地現身「傑尼斯銀座2015」舞台劇，由六人一起宣佈正式組成新組合「SixTONES」。
由於是口頭報告，雖然表明組合名字是代表「六個音調」，不過當時還不知道名字是寫成「6 Tones」還是「Six Tones」。
2015年5月15日，傑尼斯事務所的官方動畫網站「滝CHANnel」公開了5月1日的「傑尼斯銀座2015」的公演影像記錄及公佈「SixTONES」的正式組合名稱。
2018年3月21日起每週五 SixTONES負責主持官方YouTube頻道『小傑尼斯頻道』； 4月14日、在Johnny's Web上開始『すとーんずのぶろぐ』的定期連載。
同年10月29日，在東京JR線的品川站内揭載了六人的海報「ジャニーズをデジタルに放つ新世代。」 並宣布參與世界各地展開的「YouTube Artist Promotion」活動，成為日本第一組參與這個活動的藝人。11月5日在YouTube頻道上公開為了該活動拍攝的Music Video <JAPONICA STYLE>，該MV由瀧澤秀明執導。12月11日參加在幕張展覽館舉行的「YouTube FanFest Music」
2019年8月8日在東京巨蛋舉行的「小傑尼斯大祭〜從東京巨蛋啟程〜」上與同為小傑尼斯組合的Snow Man一起宣佈將於2020年發行CD出道。
同時宣佈8月9日起從小傑尼斯共有的YouTube頻道畢業，開設獨立YouTube頻道及官方Instagram。
2019年10月23日以YouTube直播的方式宣布2020年1月22日正式發行單曲出道，所屬唱片公司為日本索尼音樂娛樂。
2020年12月31日，首次以白組的身分參與第71回NHK紅白歌合戰（2019年曾參與紅白但為特別企劃）。
2021年12月31日，以白組的身份再次參與第72回NHK紅白歌合戰
2022年12月31日，以白組的身份參與第73回NHK紅白歌合戰並以開場身分登場表演GOOD LUCK。
2023年1月4日，於橫濱體育館驚喜發布追加慣聲の法則大阪巨蛋、東京巨蛋場次，也是組合首次於巨蛋開唱。
2023年12月6日，公布SixTONES LIVE TOUR 2024「VVS」巡迴演唱場次，組合首次的巨蛋巡迴演唱。

## 原創歌曲
以JASRAC上顯示ARTIST「SixTONES」為主。

### 2015年
- この星のHIKARI <JASRAC作品No. 1H9-9123-8>

作詞：川口進 、作曲：川口進 / Dele Ladimeji
舞台劇「少年們 世界的夢…不知道戰爭的孩子們」中的歌曲。
- BE CRAZY <JASRAC作品No. 212-8586-1>

作詞：ma-saya、作曲：STEVEN LEE
舞台劇「少年們 世界的夢…不知道戰爭的孩子們」中的歌曲。

### 2016年
- IN THE STORM <JASRAC作品No. 1J5-6509-8>

作詞：深川琴美、作曲：STEVEN LEE / ANDERS WIGELIUS / ERIK WIGELIUS
舞台劇「少年們 危機一發」中的歌曲。

### 2017年
- Amazing!!!!!! <JASRAC作品No. 1K3-6191-7>

作詞：MORISHIN、作曲：OHRN ANDREAS / LAURIDSEN CHRISTOFFER / GRIBBE SIMON ANDREAS
- JAPONICA STYLE <JASRAC作品No. 231-2639-6>

作詞：ma-saya、作曲：TAKUYA HARADA
- Beautiful Life <JASRAC作品No. 1L0-4176-2>

作詞：MINE、作曲：MINE / ATSUSHI SHIMADA / LADIMEJI DELE

### 2018年
- Jungle <JASRAC作品1L7-0917-8>

作詞：Komei Kobayashi、作曲：AKESSON ROBIN BORJE / KOOS KAMERLING
- Night Train <JASRAC作品240-5407-1>

作詞：ma-saya、作曲：JOEY CARBONE
- Hysteria <JASRAC作品1M3-2201-3 >

作詞：Komei Kobayashi、作曲：KAIROS / LEE JOSEPH J.

### 2019年
- "Laugh" In the LIFE <JASRAC作品244-4071-0>

作詞：GAKU、作曲：GAKU
- MR. ズドン <JASRAC作品244-7682-0>

作詞：Mr. ズドン、作曲：Mr. ズドン
- Rollin' <JASRAC作品245-0836-5>

作詞：Yocke、作曲：Yocke
- 光る、兆し <JASRAC作品247-5521-4>

作詞：中野領太、作曲：中野領太
- RAM-PAM-PAM <JASRAC作品IN6-0638-4>

作詞：ONIGASHIMA、作曲：STODDART SCOTT RUSSELL / THOMSON MARK ANGELICO

## 正式單曲
| #    | 發售日         | 名稱                                        | 銷售國家/地区 | 版本          | 版本                            | 版本        | 最高排名 | 收錄專輯  | 備註                     |
| #    | 發售日         | 名稱                                        | 銷售國家/地区 | 初回限定盤A   | 初回限定盤B                     | 通常盤      | 最高排名 | 收錄專輯  | 備註                     |
| ---- | -------------- | ------------------------------------------- | ------------- | ------------- | ------------------------------- | ----------- | -------- | --------- | ------------------------ |
| 1st  | 2020年1月22日  | Imitation Rain/D.D. （SixTONES / Snow Man） | 日本          | SECJ-1〜2     | SECJ-3〜4                       | SECJ-5      | 1位      | 1ST       | 此列為Sony發布的版本     |
| 1st  | 2020年1月22日  | Imitation Rain/D.D. （SixTONES / Snow Man） | 日本          | AVCD-94666/B  | AVCD-94667/B                    | AVCD-94668  | 1位      | 1ST       | 此列為avex發布的版本     |
| 1st  | 2020年6月5日   | Imitation Rain/D.D. （SixTONES / Snow Man） | 臺灣          | ／            | 19439777092                     | ／          | ／       | 1ST       | 台灣由SONY MUSIC代理發售 |
| 2nd  | 2020年7月22日  | NAVIGATOR                                   | 日本          | SECJ-6〜7     | SECJ-8〜9 （期間限定盤）        | SECJ-10     | 1位      | 1ST       |                          |
| 2nd  | 2020年7月31日  | NAVIGATOR                                   | 臺灣          | 19439793462   | ／                              | 19439793912 | ／       | 1ST       | 台灣由SONY MUSIC代理發售 |
| 3rd  | 2020年11月11日 | NEW ERA                                     | 日本          | SECJ-11〜12   | SECJ-13~14 （期間限定盤）       | SECJ-15     | 1位      | 1ST       |                          |
| 3rd  | 2021年1月8日   | NEW ERA                                     | 臺灣          | 19439854332   | ／                              | 19439854322 | ／       | 1ST       | 台灣由SONY MUSIC代理發售 |
| 4th  | 2021年2月17日  | 我不像自己 （僕が僕じゃないみたいだ）       | 日本          | SECJ-21〜22   | SECJ-23〜24                     | SECJ-25     | 1位      | CITY      |                          |
| 4th  | 2021年6月11日  | 我不像自己 （僕が僕じゃないみたいだ）       | 臺灣          | 19439877452   | 19439877462                     | ／          | ／       | CITY      | 台灣由SONY MUSIC代理發售 |
| 5th  | 2021年8月11日  | 睫毛膏 （マスカラ）                         | 日本          | SECJ-26~27    | SECJ-28〜29                     | SECJ-30     | 1位      | CITY      |                          |
| 5th  | 2021年8月20日  | 睫毛膏 （マスカラ）                         | 臺灣          | ／            | ／                              | 19439935412 | ／       | CITY      | 台灣由SONY MUSIC代理發售 |
| 6th  | 2022年3月2日   | 共鳴                                        | 日本          | SECJ-40〜41   | SECJ-42〜43                     | SECJ-44     | 1位      | 聲        |                          |
| 6th  | 臺灣           | 共鳴                                        |               |               |                                 |             |          | 聲        |                          |
| 7th  | 2022年6月8日   | 我 （わたし）                               | 日本          | SECJ-45〜46   | SECJ-47〜48                     | SECJ-49     | 1位      | 聲        |                          |
| 7th  | 臺灣           | 我 （わたし）                               |               |               |                                 |             |          | 聲        |                          |
| 8th  | 2022年11月2日  | Good Luck!/二人 （Good Luck!/ふたり）       | 日本          | SECJ-50〜51   | SECJ-52〜53                     | SECJ-54     | 1位      | 聲        |                          |
| 8th  | 臺灣           | Good Luck!/二人 （Good Luck!/ふたり）       |               |               |                                 |             |          | 聲        |                          |
| 9th  | 2023年4月12日  | ABARERO                                     | 日本          | SECJ-64〜65   | SECJ-66〜67                     | SECJ-68     | 1位      | THE VIBES |                          |
| 9th  | 臺灣           | ABARERO                                     |               |               |                                 |             |          | THE VIBES |                          |
| 10th | 2023年6月14日  | 從這裡 （こっから）                         | 日本          | SECJ-69〜70   | SECJ-71〜72                     | SECJ-73     | 1位      | THE VIBES |                          |
| 10th | 臺灣           | 從這裡 （こっから）                         |               |               |                                 |             |          | THE VIBES |                          |
| 11th | 2023年8月30日  | CREAK                                       | 日本          | SECJ-74〜75   | SECJ-76〜77                     | SECJ-78     | 1位      | THE VIBES |                          |
| 11th | 臺灣           | CREAK                                       |               |               |                                 |             |          | THE VIBES |                          |
| 12th | 2024年5月1日   | 音色                                        | 日本          | SECJ-88〜89   | SECJ-90〜91                     | SECJ-92     | 1位      | GOLD      |                          |
| 12th | 臺灣           | 音色                                        |               |               |                                 |             |          | GOLD      |                          |
| 13th | 2024年7月10日  | GONG/回到这来 （GONG/ここに帰ってきて）     | 日本          | SECJ-93〜94   | SECJ-95〜96                     | SECJ-97     | 1位      | GOLD      |                          |
| 13th | 臺灣           | GONG/回到这来 （GONG/ここに帰ってきて）     |               |               |                                 |             |          | GOLD      |                          |
| 14th | 2025年3月19日  | Barrier （バリア）                          | 日本          | SECJ-107～108 | SECJ-110～111 (MTV Unplugged盤) | SECJ-109    | 1位      |           |                          |
| 14th | 臺灣           | Barrier （バリア）                          |               |               |                                 |             |          |           |                          |
| 15th | 2025年6月4日   | BOYZ                                        | 日本          | SECJ-121～122 | SECJ-123～124                   | SECJ-125    |          |           |                          |
| 15th | 臺灣           | BOYZ                                        |               |               |                                 |             |          |           |                          |

## 原創專輯
| #   | 發售日        | 名稱      | 銷售國家/地区 | 版本                                              | 版本                                                | 版本        | 最高排名 | 備註                     |
| #   | 發售日        | 名稱      | 銷售國家/地区 | 初回限定盤A                                       | 初回限定盤B                                         | 通常盤      | 最高排名 | 備註                     |
| --- | ------------- | --------- | ------------- | ------------------------------------------------- | --------------------------------------------------- | ----------- | -------- | ------------------------ |
| 1st | 2021年1月6日  | 1ST       | 日本          | SECJ-16〜17 （原石盤）                            | SECJ-18〜19 （音色盤）                              | SECJ-20     | 1位      |                          |
| 1st | 2021年5月21日 | 1ST       | 臺灣          | 19439887512                                       | ／                                                  | 19439887522 | ／       | 台灣由SONY MUSIC代理發售 |
| 2nd | 2022年1月5日  | CITY      | 日本          | SECJ-31〜32（CD+Blu-ray） SECJ-33〜34（CD+DVD）   | SECJ-35〜36（CD+Blu-ray） SECJ-37〜38（CD+DVD）     | SECJ-39     | 1位      |                          |
| 2nd | 2022年3月11日 | CITY      | 臺灣          | ／                                                | ／                                                  | 19658703282 | ／       | 台灣由SONY MUSIC代理發售 |
| 3rd | 2023年1月4日  | 聲        | 日本          | SECJ-55〜56（CD+Blu-ray） SECJ-57〜58（CD+DVD）   | SECJ-59〜60（CD+Blu-ray） SECJ-61〜62（CD+DVD）     | SECJ-63     | 1位      |                          |
| 3rd | 2023年1月13日 | 聲        | 臺灣          | ／                                                | ／                                                  | 19658800012 | ／       | 台灣由SONY MUSIC代理發售 |
| 4th | 2024年1月10日 | THE VIBES | 日本          | SECJ-79〜80（CD+Blu-ray） SECJ-81〜82（CD+DVD）   | SECJ-83〜84（CD+Blu-ray） SECJ-85〜86（CD+DVD）     | SECJ-87     | 1位      |                          |
| 4th |               | THE VIBES | 臺灣          | ／                                                | ／                                                  |             | ／       | 台灣由SONY MUSIC代理發售 |
| 5th | 2025年1月15日 | GOLD      | 日本          | SECJ-98〜99（CD+Blu-ray） SECJ-100〜101（CD+DVD） | SECJ-102〜103（CD+Blu-ray） SECJ-104〜105（CD+DVD） | SECJ-106    | 1位      |                          |
| 5th |               | GOLD      | 臺灣          | ／                                                | ／                                                  |             | ／       | 台灣由SONY MUSIC代理發售 |

## 影像作品
| #   | 發售日         | 名稱               | 銷售國家/地区 | 版本                             | 版本                             | 最高排名 |
| #   | 發售日         | 名稱               | 銷售國家/地区 | 初回限定盤                       | 通常盤                           | 最高排名 |
| --- | -------------- | ------------------ | ------------- | -------------------------------- | -------------------------------- | -------- |
| 1st | 2020年10月14日 | TrackONE -IMPACT-  | 日本          | BD：SEXJ-1〜2 DVD：SEBJ-1〜2     | BD：SEXJ-3〜4 DVD：SEBJ-3〜4     | 1位 1位  |
| 1st | 2021年1月29日  | TrackONE -IMPACT-  | 臺灣          |                                  | DVD：19439856159                 | 1位      |
| 2nd | 2021年10月20日 | on eST             | 日本          | BD：SEXJ-5〜6 DVD：SEBJ-5〜6     | BD：SEXJ-7〜8 DVD：SEBJ-7〜8     | 1位 1位  |
| 3rd | 2022年9月28日  | Feel da CITY       | 日本          | BD：SEXJ-9〜10 DVD：SEBJ-9〜10   | BD：SEXJ-11〜12 DVD：SEBJ-11〜12 | 1位 1位  |
| 4th | 2023年11月1日  | 慣声の法則 in DOME | 日本          | BD：SEXJ-13〜14 DVD：SEBJ-13〜15 | BD：SEXJ-15〜16 DVD：SEBJ-16〜18 | 1位 1位  |
| 5th | 2024年10月16日 | VVS                | 日本          | BD：SEXJ-17～18 DVD：SECJ-19～22 | BD：SEXJ-19～20 DVD：SECJ-23～25 | 1位 1位  |

## 演出
（單獨演出作品請參照個人頁面）

### 音樂節目
- 少年俱樂部（2015年 - 、NHK BS Premium）

### 演唱會
- Johnny's 銀座2015（2015年5月1日・3日・4日、Theatre Creation）[9]
- Johnny's 銀座2016（2016年5月27日 - 5月31日、Theatre Creation）
- Summer Stage Johnny's King （2016年8月17日 - 25日、EX六本木劇場）
- Johnny's Jr.祭り（2017年3月24日 - 26日、橫濱體育館 / 4月8日 - 9日、埼玉超级競技場 / 5月3日、大阪城Hall
- Summer Stage 〜你們是〜KING'S TREASURE（2017年8月1日 - 3日〔單獨公演〕、8月11日 - 13日〔和Snow Man合同公演〕、EX六本木劇場）[51]
- 御台場 踊り場 土日の遊び場（2017年12月9日 - 10日、東京・御台場特設会場 富士電視台港灣棚）
- Johnny's Jr.祭り 2018（2018年2月23日 - 25日、大阪城Hall / 3月24日・27日〔合同公演〕・26日〔單獨公演〕、橫濱體育館）
- Summer Paradise 2018（2018年7月28日 - 8月4日、28日、29日、TOKYO DOME CITY HALL)
- Johnny's Jr. 8・8祭り〜從東京巨蛋開始〜（2019年8月8日、東京巨蛋）
- Johnny's Countdown Live
  - Johnny's Countdown 2019-2020（2019年12月31日 - 2020年1月1日、東京巨蛋）
  - Johnny's Countdown 2021-2022（2021年12月31日 - 2022年1月1日、東京巨蛋）
  - Johnny's Countdown 2022-2023（2022年12月31日 - 2023年1月1日、東京巨蛋）
- Johnny's Festival（2021年12月30日、東京巨蛋）
- WE ARE! Let's get the party STARTO!!（2024年4月10日、東京巨蛋 / 5月29日・30日、大阪巨蛋）

### 舞台劇
- 少年們 世界的夢…不知道戰爭的孩子們（2015年9月4日 - 9月28日、日生劇場）[18]
- Johnny's World（2015年12月11日 - 2016年1月27日、帝國劇場）
- 少年們 危機一發！（2016年9月4日 - 9月28日、日生劇場）
- JOHNNYS' ALL STARS ISLAND（2016年12月3日- 2017年1月24日、帝國劇場）
- 東SixTONES×西關西Johnny's Jr.SHOW合戰（2017年2月18日 - 2月26日、新橋演舞場）
- 少年們 〜Born Tomorrow〜（2017年9月7日 - 9月28日、日生劇場 / 10月27日 - 11月12日、大阪松竹座）
- 少年們 LIVE（2017年10月7日 - 10月17日、愛知・兵庫・和歌山・廣島）
- Johnny's Happy New Year Island（2018年1月1日 - 1月27日、帝國劇場）
- 少年們 然後、在那之後・・・（2018年9月7日 - 9月28日、日生劇場)
- 少年們 To be!（2019年9月7日 - 9月28日、日生劇場）

### 綜藝節目
- Johnny's Jr.dex（2017年10月21日 - 2018年3月3日、Fuji Tv）
- Value的真實（2020年12月20日・27日・2021年6月1日・8日・2022年4月 - [19]、NHK教育）

### 廣播節目
- Radirer! Saturday（日语：らじらー!）（2019年4月6日 - ，NHK廣播第1頻率） - 十點時段主持（與Snow Man、Travis Japan每週輪替主持）[20]
- SixTONES的All Night Nippon（2019年8月1日，日本放送）[21]
- SixTONES的聊天（2020年1月2日，日本放送）[22]
- SixTONES的All Night Nippon週六特集（日语：SixTONESのオールナイトニッポンサタデースペシャル）（2020年4月4日 - ，日本放送）[23]
- 廣播慈善音樂松（日语：ラジオ・チャリティ・ミュージックソン）（日本放送）
  - 第46屆廣播慈善音樂松（日语：ラジオ・チャリティ・ミュージックソン）（2020年12月24日 - 25日）[24]※與Kis-My-Ft2共同主持
  - 第47屆廣播慈善音樂松（日语：ラジオ・チャリティ・ミュージックソン）（2021年12月24日 - 25日）
  - 第48屆廣播慈善音樂松（日语：ラジオ・チャリティ・ミュージックソン）（2022年12月24日 - 25日）
- Monthly Artist File-THE VOICE-（2021年1月3日 - 24日，TOKYO FM） - 2021年1月份月間主持

### 活動
- 傑尼斯大運動会（2017年4月16日、東京巨蛋）
- YouTube FanFest Music（2018年12月11日、幕張展覽館）
- KANSAI COLLECTION 2019 SPRING／SUMMER（页面存档备份，存于）（2019年3月17日、京瓷巨蛋大阪） - Secret Guest
- SDGs推進 TGC 靜岡 2020 by TOKYO GIRLS COLLECTION （页面存档备份，存于）（2020年1月11日、TWIN MESSE静岡） - Secret Guest
- 新体感LIVE With SixTONES/Snow Man（2020年2月18日、東京都内某所）
- 新体感LIVE CONNECT With SixTONES/Snow Man（2020年3月18日、Billboard Live TOKYO）

### 電影
- 少年們（2019年3月29日上映）

### 代言廣告
- YouTube「アーティストプロモキャンペーン」（2018年）
- MIXI「怪物彈珠」（2019年7月8日 - 15日）
- NTT DOCOMO「新体感ライブ」キャンペーンキャラクター（2019年）
- SEVEN ELEVEN「VSコラボキャンペーン」（2019年）
- WEGO
  - 「WEGO×SixTONESコラボキャンペーン」（2020年）
  - 「WEGO '20AUTUMNキャンペーン」（2020年10月16日 - 31日）
  - 「WEGO クリスマスキャンペーン」（2020年12月1日 - 25日）
- 養樂多「ジョア」（2020年 - 2022年）
- SHIBUYA109 WINTER SALE（2021年）
- エイブル企業CM（2021年 - ）
- SONY「LinkBuds S」（2022年6月3日 - 2023年）
- Reebok「Spring Kicks」（2023年）
- 樂敦製藥「目薬はロート」（2023年）

## 獎項
2023年
- 第116回日劇學院賞 最佳電視劇歌曲－從這裡（こっから）

## 外部連結
- SixTONES Official website
- SixTONES | Johnny's net （页面存档备份，存于）
- SixTONES的Instagram帳戶
- YouTube上的SixTONES頻道
- SixTONES_6thanniv的X（前Twitter）
- SixTONES_SME的X（前Twitter）
- SixTONES / Sony Music的TikTok
- ISLAND TV Archived （页面存档备份，存于）
- YouTube上的小傑尼斯官方YouTube頻道頻道
  - YouTube上的SixTONES播放列表